# Japan Football League 2006
Die Japan Football League 2006 war die achte Spielzeit der japanischen Japan Football League. An ihr nahmen achtzehn Vereine teil. Die Saison begann am 19. März und endete am 3. Dezember 2006.
Honda FC gewann die Meisterschaft. Während der Saison erhielt Rosso Kumamoto als erster Verein die wiedereingeführte Außerordentliche Mitgliedschaft der J. League, welche seit dieser Saison das Hauptkriterium für eine Aufnahme in die Profiliga darstellte, verfehlte aber mit einem 5. Platz den Aufstieg auf sportlichem Wege. Honda Lock SC stieg nach zwei klaren Niederlagen in den Relegationsspielen gegen den Zweitplatzierten der Regionalligen-Finalrunde, FC Gifu, in die Kyūshū-Regionalliga ab.

## Modus
Die Vereine trugen ein einfaches Doppelrundenturnier aus. Für einen Sieg gab es drei Punkte; bei einem Unentschieden erhielt jede Mannschaft einen Zähler. Die Tabelle einer jeden Halbserie wurde also nach den folgenden Kriterien erstellt:
1. Anzahl der erzielten Punkte
2. Tordifferenz
3. Erzielte Tore
4. Ergebnisse der Spiele untereinander
5. Entscheidungsspiel oder Münzwurf

Für den Aufstieg in die J. League Division 2 2007 kamen nur Vereine in Frage, welche die Außerordentliche Mitgliedschaft der J. League besaßen, am Ende der Saison innerhalb der ersten Vier der Tabelle abschlossen und einer finalen Überprüfung durch die J. League standhielten.
Für die beiden schlechtesten Mannschaften waren ursprünglich Relegationsspiele gegen die beiden besten Mannschaften der Regionalligen-Finalrunde vorgesehen, wobei der JFL-Vorletzte gegen den Finalrunden-Zweiten und der JFL-Letzte gegen den Finalrunden-Meister antreten sollte. Durch die Fusion der beiden Mannschaften von Sagawa Express zur folgenden Saison verblieb der Vorletzte jedoch direkt in der Liga, der Finalrunden-Meister stieg direkt auf und der Letzte spielte in Hin- und Rückspiel gegen den Finalrunden-Zweiten. Im Fall von Torgleichstand nach diesen beiden Spielen wurde eine Verlängerung und nötigenfalls ein Elfmeterschießen durchgeführt.

## Teilnehmer
Insgesamt nahmen achtzehn Mannschaften an der Saison teil, zwei mehr als in der Saison 2005. Nicht mehr dabei war der Meister der Vorsaison, Ehime FC, der in die J. League Division 2 2006 aufstieg. Durch die Erweiterung des Teilnehmerfeldes gab es dagegen keine Absteiger in die Regionalligen.
Zur Vervollständigung des Teilnehmerfeldes stiegen die drei besten Vereine der Regionalligen-Finalrunde 2005, FC Ryūkyū, JEF Club (die Reserve des J. League Vereins) und Rosso Kumamoto, in die Japan Football League auf.
Vor dieser Saison änderten zudem zwei Teams ihre Strukturen von Firmenmannschaften zu eigenständigem Vereinen, damit einher gingen entsprechende Namensänderungen. Aus FC Horikoshi wurde Arte Takasaki, DENSO FC benannte sich zu FC Kariya um.
| Verein                         | Stadt/Region        | Bemerkungen                                        |
| ------------------------------ | ------------------- | -------------------------------------------------- |
| ALO's Hokuriku                 | Toyama, Toyama      |                                                    |
| Arte Takasaki                  | Takasaki, Gunma     |                                                    |
| Honda FC                       | Hamamatsu, Shizuoka |                                                    |
| Honda Lock SC                  | Miyazaki, Miyazaki  |                                                    |
| JEF Club                       | Chiba, Chiba        | Zweitplatzierter der Regionalligen-Finalrunde 2005 |
| FC Kariya                      | Kariya, Aichi       |                                                    |
| Mitsubishi Motors Mizushima FC | Kurashiki, Okayama  |                                                    |
| Rosso Kumamoto                 | Kumamoto, Kumamoto  | Drittplatzierter der Regionalligen-Finalrunde 2005 |
| FC Ryūkyū                      | Okinawa, Okinawa    | Gewinner der Regionalligen-Finalrunde 2005         |
| Ryūtsū Keizai University FC    | Ryūgasaki, Ibaraki  |                                                    |
| Sagawa Express Ōsaka SC        | Osaka, Osaka        |                                                    |
| Sagawa Express Tōkyō SC        | Tokio               |                                                    |
| Sagawa Printing SC             | Mukō, Kyōto         |                                                    |
| Sony Sendai FC                 | Tagajō, Miyagi      |                                                    |
| Tochigi SC                     | Utsunomiya, Tochigi |                                                    |
| SC Tottori                     | Yonago, Tottori     |                                                    |
| YKK AP SC                      | Kurobe, Toyama      |                                                    |
| Yokogawa Musashino FC          | Musashino, Tokio    |                                                    |

## Statistik

### Tabelle
| Pl.                    | Verein                         | Sp. | S  | U  | N  | Tore    | Diff. | Punkte |
| ---------------------- | ------------------------------ | --- | -- | -- | -- | ------- | ----- | ------ |
| 1.                     | Honda FC                       | 34  | 26 | 5  | 3  | 077:360 | +41   | 83     |
| 2.                     | Sagawa Express Tōkyō SC        | 34  | 23 | 6  | 5  | 084:230 | +61   | 75     |
| 3.                     | Sagawa Express Ōsaka SC        | 34  | 23 | 3  | 8  | 068:290 | +39   | 72     |
| 4.                     | YKK AP SC                      | 34  | 19 | 10 | 5  | 068:340 | +34   | 67     |
| 5.                     | Rosso Kumamoto (N)             | 34  | 20 | 6  | 8  | 064:390 | +25   | 66     |
| 6.                     | Yokogawa Musashino FC          | 34  | 17 | 9  | 8  | 058:380 | +20   | 60     |
| 7.                     | Tochigi SC                     | 34  | 17 | 9  | 8  | 050:350 | +15   | 60     |
| 8.                     | ALO's Hokuriku                 | 34  | 16 | 9  | 9  | 053:300 | +23   | 57     |
| 9.                     | Sony Sendai FC                 | 34  | 10 | 7  | 17 | 048:650 | −17   | 37     |
| 10.                    | Arte Takasaki                  | 34  | 10 | 7  | 17 | 036:620 | −26   | 37     |
| 11.                    | SC Tottori                     | 34  | 7  | 15 | 12 | 061:620 | −1    | 36     |
| 12.                    | JEF Club (N)                   | 34  | 11 | 2  | 21 | 052:680 | −16   | 35     |
| 13.                    | FC Kariya                      | 34  | 8  | 8  | 18 | 046:630 | −17   | 32     |
| 14.                    | FC Ryūkyū (N)                  | 34  | 6  | 11 | 17 | 029:570 | −28   | 29     |
| 15.                    | Sagawa Printing SC             | 34  | 7  | 8  | 19 | 032:610 | −29   | 29     |
| 16.                    | Ryūtsū Keizai University FC    | 34  | 8  | 4  | 22 | 048:830 | −35   | 28     |
| 17.                    | Mitsubishi Motors Mizushima FC | 34  | 7  | 6  | 21 | 032:740 | −42   | 27     |
| 18.                    | Honda Lock SC                  | 34  | 5  | 7  | 22 | 039:860 | −47   | 22     |
| Stand: Ende der Saison |                                |     |    |    |    |         |       |        |

Aufstiegsberechtigte Vereine: Rosso Kumamoto
| (N) | Aufsteiger aus der Regionalliga 2005: FC Ryūkyū, JEF Club, Rosso Kumamoto |

### Relegation
Nach Ende der Saison fanden kurz vor dem Jahreswechsel die Relegationsspiele zwischen der Japan Football League und den besten Mannschaften der Regionalliga-Finalrunde statt. Die ursprüngliche Planung sah vor, dass der Sechzehnte gegen den Finalrunden-Gewinner und der Fünfzehnte gegen den Zweitplatzierten antreten sollte; nach der feststehenden Fusion der beiden Vereine von Sagawa Express in der folgenden Saison durfte jedoch der Finalrundenmeister TDK SC direkt aufsteigen, der Vizemeister FC Gifu maß sich in zwei Spielen mit dem JFL-Tabellenletzten Honda Lock SC, der Vorletzte Mitsubishi Motors Mizushima FC wurde verschont.
Beide Spiele wurden durch den klassentieferen Verein gewonnen; nach einem 4:0 im Hinspiel in Miyazaki konnte auch das Rückspiel in Gifu, Gifu klar mit 4:1 für sich entschieden werden.
|               | Gesamt |         | Hinspiel | Rückspiel |
| ------------- | ------ | ------- | -------- | --------- |
| Honda Lock SC | 1:8    | FC Gifu | 0:4      | 1:4       |